# Murter
Den här artikeln handlar om ön Murter. För staden Murter, se Murter (stad).
Murter (italienska: Morter) är en ö i Adriatiska havet som tillhör Kroatien. Murter har en yta på 17,58 km2 och dess högsta topp Raduč  når 125 m ö.h. Ön ligger i Šibenik-Knins län i mellersta Dalmatien och befolkningen uppgår till 5 060 invånare (2001).  Vid samhället Tisno är ön förbunden med fastlandet via en bro.       

## Orter
Staden Murter är öns största ort. Staden och kommunen Tisno ligger till största del på fastlandet. En del av staden ligger dock på Murter. Invånarantalen är från 2001.
- Betina, 774 invånare
- Jezera, 841 invånare
- Murter, 2 068 invånare
- Tisno, 1 377 invånare, exklusive den del av staden som ligger på fastlandet.

## Historia
Murter var i förhistorisk tid befolkad av liburnerna, en illyrisk folkstam. Ön intogs senare av romarna. Den omnämns för första gången av Plinius d. ä. som kallar ön för Colentum. Under slutet av folkvandringstiden skedde en gradvis inflyttning av slaver (kroater) till ön. 
På 700-talet fanns två bosättningar på ön, Villa Magna (dagens Murter) och Jezera.
Det kroatiska namnet för ön, Srimac eller Srimač, uppträder 1251 då den kroatisk-ungerska kungen Béla IV fastslog gränsen för Šibeniks kommun. Dokument från 1298 visar att ön hade 293 invånare.
1740 fick ön sitt nuvarande namn, Murter.